# Antiblemma phaedra
Antiblemma phaedra là một loài bướm đêm trong họ Erebidae.